# NGC 1508
NGC 1508 é uma galáxia espiral (Sc) localizada na direcção da constelação de Taurus. Possui uma declinação de +25° 24' 33" e uma ascensão recta de 4 horas, 05 minutos e 47,6 segundos.
A galáxia NGC 1508 foi descoberta em 15 de Dezembro de 1876 por Édouard Jean-Marie Stephan.